# Londoni alvilág
A Londoni alvilág (eredeti cím: Twenty8k) 2012-es brit thriller David Kew és Neil Thompson rendezésében. A főszerepet Parminder Nagra, Jonas Armstrong és Stephen Dillane alakítja.
A filmet 2012. szeptember 10-én mutatták be.

## Rövid történet
Egy Párizsban élő divattervező kénytelen visszatérni az Egyesült Királyságba, amikor megtudja, hogy bátyját letartóztatták egy kelet-londoni lövöldözés miatt.

## Szereplők
- Parminder Nagra – Deeva Jani
- Jonas Armstrong – Clint O'Connor
- Nichola Burley – Andrea Patterson
- Kaya Scodelario – Sally Weaver
- Michael Socha – Tony Marchetto
- Kierston Wareing – Francesca Marchetto
- Stephen Dillane – DCI Edward Stone
- Nathalie Emmanuel – Carla
- Sebastian Nanena – Vipon Jani